# Frontella
Frontella Kulczyński, 1908 è un genere di ragni appartenente alla famiglia Linyphiidae.

## Distribuzione
L'unica specie oggi nota di questo genere è stata rinvenuta nella Russia asiatica.

## Tassonomia
Dal 1908 non sono stati esaminati altri esemplari di questo genere.
A giugno 2012, si compone di una specie:
- Frontella pallida Kulczyński, 1908[3] — Russia asiatica